# Pyramid-tó
A Pyramid-tó (angol név: Pyramid Lake) a Truckee folyó medencéjének mélyedése, mely 64 km-re fekszik Renótól, az egyesült államokbeli Nevada államban. A tó lefolyástalan. A tavat főként hordalékos felszíni vízmosás táplálja, melynek eredete a Truckee folyó. A tóból csak párolgás és elszivárgás útján távozik a víz. A tó a Nagy-sóstó területének 10%-át éri el, de 25%-kal több víz van benne. A sótartalom a tengervíz sótartalmának az 1/6-a. A tó a nevét a tóban található gúla vagy piramis alakú tufaalakzatokról kapta. Ezek közül többnek a megközelítését korlátozzák, részben élőviláguk, részben a korábban történt vandalizmus miatt.
A tó környékét a 19. századra a pajút indiánok népesítették be. A tavat felfedezője, az amerikai John C. Frémont térképezte fel először 1844-ben. A tó a Pyramid Lake Indian Reservation része.

## Állatvilág
A tó endemikus hala a Chasmistes cujus. Itt él a “Tui chub” pontyfaj, és a Oncorhynchus clarki henshawi pisztrángfaj. A tóban található Anaho-sziget az amerikai fehér pelikánok otthona.
Mivel a tóban ritka halfajok élnek, a vízminőséget az 1980-as évek óta felügyeli a szövetségi kormány.

## Fordítás
- Ez a szócikk részben vagy egészben  a   Pyramid Lake (Nevada) című angol Wikipédia-szócikk ezen változatának fordításán alapul.  Az eredeti cikk szerkesztőit annak laptörténete sorolja fel. Ez a jelzés csupán a megfogalmazás eredetét és a szerzői jogokat jelzi, nem szolgál a cikkben szereplő információk forrásmegjelöléseként.